# Manuel Ott
Manuel Gelito Ott (* 6. Mai 1992 in München) ist ein deutsch-philippinischer Fußballspieler. Er steht beim Terengganu FC in Malaysia  unter Vertrag und ist A-Nationalspieler der Philippinen.

## Karriere

### Verein
Ott, der aus Petershausen im Landkreis Dachau stammt, begann mit dem Fußballspielen beim SV Ilmmünster, später spielte er beim FSV Pfaffenhofen. Beim TSV 1860 München war er in der U-17-Bundesliga aktiv. Im Sommer 2009 kam er nach Ingolstadt, wo er der U-19-Mannschaft angehörte. Am 24. März 2010 gab er für die zweite Herrenmannschaft des FC Ingolstadt sein Debüt in der Bayernliga. Von 2014 bis 2018 spielte er dann für den philippinischen Erstligisten Ceres-Negros FC und gewann in dieser Zeit dreimal die nationale Meisterschaft. 2019 wechselte er nach Thailand, wo er einen Vertrag beim Erstligisten Ratchaburi Mitr Phol in Ratchaburi unterschrieb. Der Club spielte in der ersten Liga, der Thai League. Mit Ratchaburi stand er im Finale des FA Cup, dass man aber 0:1 gegen den Erstligisten Port FC verlor. Nach einem Jahr wechselte er 2020 wieder zurück auf die Philippinen und unterzeichnete einen Vertrag beim Meister United City FC in Bacolod City. Die Saison 2021 stand er dann bei Melaka United in der Malaysia Super League unter Vertrag. Anfang 2022 folgte von dort der Wechsel zum Ligarivalen Terengganu FC und am Saisonende ging Ott weiter zum Kedah Darul Aman FC. Doch schon zur Saison 2024/25 schloss er sich wieder dem Terengganu FC an. Für dem Erstligisten bestritt er 22 Erstligaspiele. Mit dem Verein nahm er an der ASEAN Club Championship 2024/25 teil. Hier schied man jedoch nach der Gruppenphase als Tabellenvierter aus. Im Sommer 2025 ging er wieder nach Thailand. Hier unterschrieb er in Rayong einen Vertrag beim Erstligisten Rayong FC.

### Nationalmannschaft
Durch seine aus Boracay stammende Mutter ist Ott für die Nationalmannschaften der Philippinen startberechtigt. Im Herbst 2009 nahm er mit der philippinischen U-19-Auswahl am Qualifikationsturnier für die Asienmeisterschaft in China teil. Vom 2. bis zum 13. Januar 2010 absolvierte er mit der philippinischen A-Nationalmannschaft ein Trainingslager in Manila. Anschließend reiste er mit der Mannschaft zu einem Freundschaftsturnier auf Taiwan, wo er am 16. Januar 2010 in Kaohsiung sein erstes A-Länderspiel gegen die taiwanische Fußballnationalmannschaft bestritt. Ott stand in der Startaufstellung und wurde in der 60. Minute ausgewechselt; das Spiel endete 0:0. 2011 nahm er dann mit der U-23-Auswahl an den Südostasienspielen teil. Hier spielte er vier Mal in der Gruppenphase und erzielt dabei zwei Treffer. Trotzdem schied seine Mannschaft nach fünf Partien als Tabellenletzter aus.

## Erfolge
United City FC
- Philippinischer Meister: 2015, 2017, 2018

## Sonstiges
Sein älterer Bruder Mike Ott (* 1995) ist ebenfalls A-Nationalspieler der Philippinen und steht momentan beim Visakha FC in der Cambodian Premier League unter Vertrag.